# Chelon planiceps
Chelon planiceps is een straalvinnige vissensoort uit de familie van de harders (Mugilidae). De wetenschappelijke naam van de soort is voor het eerst geldig gepubliceerd in 1836 door Valenciennes.